# Хижнякове
Хижняко́ве — село в Україні, у Вовчанській міській громаді Чугуївського району Харківської області. Постійне населення відсутнє. До 2020 орган місцевого самоврядування — Різниківська сільська рада.

## Географія
Село Хижнякове знаходиться у верхів'ях балки Бударівський Яр, по якій протікає пересихаючий струмок, цей струмок через 11 км впадає в річку Вовча, на відстані 2 км розташовані села Лошакове, Лукашове, Різникове.

## Історія
12 червня 2020 року, відповідно до Розпорядження Кабінету Міністрів України  № 725-р «Про визначення адміністративних центрів та затвердження територій територіальних громад Харківської області», увійшло до складу Вовчанської міської громади.
19 липня 2020 року, в результаті адміністративно-територіальної реформи та ліквідації Вовчанського району, село увійшло до складу Чугуївського району.

## Населення
Згідно з переписом УРСР 1989 року чисельність наявного населення села становила 9 осіб, з яких 4 чоловіки та 5 жінок.
За переписом населення України 2001 року в селі ніхто не мешкав.